# Liana Marabini
Liana Marabini est une historienne de l'art, réalisatrice et productrice de télévision italienne.

## Biographie
Liana Martac est née en 1955 en Roumanie. Elle rencontre en Italie son mari Mauro Marabini. 
Liana Marabini s'intéresse plus particulièrement à l’art culinaire ancien, et détient une collection de livres et de manuscrits relatifs aux arts de la table, à l'intérieur d'une librairie nommée Scripta Manent dans la Principauté de Monaco.
Elle a réalisé plusieurs films pour la télévision et le cinéma, dont un sur le pape Pie XII, présenté au festival de Cannes en 2015.
Liana Marabini est à l'initiative depuis 2010 du festival catholique international de cinéma Mirabile Dictu, qu'elle préside.

## Filmographie
Sauf indication contraire, les informations mentionnées dans cette section peuvent être confirmées par la base de données cinématographiques IMDb,  présente dans la section « Liens externes ».

### Télévision
- 2008 : The Pope's Cook, documentaire télévisé
- 2009 : Vivaldi, il prete rosso, mini-série télévisée
- 2010 : The Gardener of God, sur la vie de Gregor Mendel

### Cinéma
- 2010 : The Unseen World, film sur John Henry Newman
- 2015 : Sfumature di verità (en) (Shades of Truth), film sur Pie XII
- 2017 : Mothers